# Aura (альбом)
Aura — второй студийный альбом шотландского атмосферик-блэк-метал-проекта Saor, выпущенный 20 июня 2014 года на лейбле Northern Silence Productions. В 2020 году альбом был переиздан на лейбле Season of Mist. Альбом занял 13 место в списке 20 лучших альбомов 2014 года по версии сайта Metal Storm.

## Список композиций
| №                   | Название               | Длительность |
| ------------------- | ---------------------- | ------------ |
| 1.                  | «Children Of The Mist» | 12:14        |
| 2.                  | «Aura»                 | 13:39        |
| 3.                  | «The Awakening»        | 10:09        |
| 4.                  | «Farewell»             | 8:24         |
| 5.                  | «Pillars Of The Earth» | 12:11        |
| Общая длительность: | Общая длительность:    | 56:37        |

## Участники записи
- Энди Маршалл — все инструменты, вокал

### Приглашённые музыканты
- Остин Лунн (Panopticon) — ударные, боуран
- Йохан Беккер — струнные
- Невена Крастева — альт («Farewell»)
- Бет Фриден — женский вокал

### Технический персонал
- Мартин Моффат — запись, сведение, продюсирование
- Спенсер Моррис — мастеринг